# Недзвецки, Эдди
Анджей Эдвард Недзвецки (англ. Andrzej Edward Niedzwiecki; род. 3 мая 1959, Бангор, Карнарвоншир) — валлийский футболист и тренер, голкипер, игравший в футбольных клубах «Рексем» и «Челси». Дважды выходил на поле в составе валийской сборной. Рано завершил карьеру голкипера из-за преследовавших его травм. Работал в тренерских штабах различных английских клубов.

## Карьера игрока
Недзвецки начал спортивную карьеру в структуре «Рексема» в возрасте 14 лет. В 1977 году подписал с этим клубом профессиональный контракт. Уже в следующем сезоне «красные драконы» заняли первую строчку чемпионата третьего дивизиона Футбольной лиги. Эдди был основным голкипером клуба вплоть до 1983 года, когда его подписал тренер «Челси» Джон Нил, знавший Недзвецки еще по работе в «Рексеме». 24-летний голкипер быстро влился в состав кардинально обновленной команды, и в том же сезоне Эдди стал чемпионом второго дивизиона сезона 1983/84. Через два года, когда команде не хватило двух очков до попадания в пятёрку, его признали игроком года в клубе.

## Тренерская карьера
Недзвецки был вынужден завершить карьеру голкипера в возрасте 28 лет, так как не мог полностью восстановиться от травм. Он вошёл в тренерский штаб «Челси» и проработал там вплоть до 2000 года, когда в команду пришёл Клаудио Раньери. В том же году Эдди успел поработать в «Арсенале» с ушедшим вскоре из жизни Джорджем Армстронгом — легендой «канониров» и, на тот момент, тренером резервной команды. Параллельно Эдди работал в штабе Марка Хьюза в сборной Уэльса. В сентябре 2004 года Недзвецки начал работать в коллективе «Блэкберн Роверс», также под руководством Хьюза, а спустя 4 года, когда Марк уезжал «Манчестер Сити», Недзвецки был одним из тех, кого он пригласил работать с ним в штабе команды из Манчестера..
В команде Хьюза Недзвецки остался и после отставки штаба «небесно-голубых» 19 сентября 2009 года. С тех пор они вместе работали в «Фулхэме», «Куинз Парк Рейнджерс» и «Сток Сити». 18 марта 2018 года, Недзвецки назначен помощником главного тренера в «Саутгемптоне», вскоре после того, как им стал Хьюз.

## Статистика

### В качестве игрока
- Источник: The English National Football Archive

| Клуб             | Сезон            | Лига             | Лига  | Лига | Кубок | Кубок | Кубок лиги | Кубок лиги | Другие[A] | Другие[A] | Всего | Всего |
| Клуб             | Сезон            | Дивизион         | Матчи | Голы | Матчи | Голы  | Матчи      | Голы       | Матчи     | Голы      | Матчи | Голы  |
| ---------------- | ---------------- | ---------------- | ----- | ---- | ----- | ----- | ---------- | ---------- | --------- | --------- | ----- | ----- |
| Рексем           | 1977/78          | Третий дивизион  | 15    | 0    | 1     | 0     | 0          | 0          | 1         | 0         | 17    | 0     |
| Рексем           | 1978/79          | Второй дивизион  | 6     | 0    | 0     | 0     | 0          | 0          | 0         | 0         | 6     | 0     |
| Рексем           | 1979/80          | Второй дивизион  | 6     | 0    | 0     | 0     | 2          | 0          | 0         | 0         | 8     | 0     |
| Рексем           | 1980/81          | Второй дивизион  | 0     | 0    | 0     | 0     | 0          | 0          | 0         | 0         | 0     | 0     |
| Рексем           | 1981/82          | Второй дивизион  | 42    | 0    | 4     | 0     | 5          | 0          | 0         | 0         | 51    | 0     |
| Рексем           | 1982/83          | Третий дивизион  | 42    | 0    | 2     | 0     | 2          | 0          | 0         | 0         | 46    | 0     |
| Рексем           | Всего            | Всего            | 111   | 0    | 7     | 0     | 9          | 0          | 1         | 0         | 128   | 0     |
| Челси            | 1983/84          | Второй дивизион  | 42    | 0    | 1     | 0     | 5          | 0          | 0         | 0         | 48    | 0     |
| Челси            | 1984/85          | Первый дивизион  | 40    | 0    | 3     | 0     | 9          | 0          | 0         | 0         | 52    | 0     |
| Челси            | 1985/86          | Первый дивизион  | 30    | 0    | 2     | 0     | 8          | 0          | 5         | 0         | 45    | 0     |
| Челси            | 1986/87          | Первый дивизион  | 10    | 0    | 2     | 0     | 1          | 0          | 1         | 0         | 14    | 0     |
| Челси            | 1987/88          | Первый дивизион  | 14    | 0    | 0     | 0     | 2          | 0          | 0         | 0         | 16    | 0     |
| Челси            | Всего            | Всего            | 136   | 0    | 8     | 0     | 25         | 0          | 6         | 0         | 175   | 0     |
| Всего за карьеру | Всего за карьеру | Всего за карьеру | 247   | 0    | 15    | 0     | 34         | 0          | 7         | 0         | 303   | 0     |

A. ↑  Здесь учтены матчи и голы в рамках Кубка полноправных членов.

### В качестве тренера
| Клуб                         | С              | По             | Матчей | Побед | Ничьих | Поражений | % побед |
| ---------------------------- | -------------- | -------------- | ------ | ----- | ------ | --------- | ------- |
| Куинз Парк Рейнджерс (и. о.) | 23 ноября 2012 | 25 ноября 2012 | 1      | 0     | 0      | 1         | 000,00  |
| Сток Сити (и. о.)            | 6 января 2018  | 15 января 2018 | 1      | 0     | 0      | 1         | 000,00  |
| Всего                        | Всего          | Всего          | 2      | 0     | 0      | 2         | 000,00  |

## Награды
Рексем
- Третий дивизион Футбольной лиги: 1977/78

Челси
- Второй дивизион Футбольной лиги: 1983/84